# أمين مجلس الوزراء الياباني
أمين مجلس الوزراء الياباني (باليابانية: 内閣官房長官 نايكاكو كانبو تشوكان) هو منصب يقوم به وزير دولة يشرف على إدارة أمانة مجلس الوزراء الياباني. يعمل أمين مجلس الوزراء بوصفه السكرتير الصحفي للحكومة، ويقوم ببحوث السياسة العامة، ويقوم بإعداد المواد التي ستناقش في اجتماعات مجلس الوزراء. يقع مكتب رئيس مجلس الوزراء في الطابق الخامس من مقر الإقامة الرسمي لرئيس الوزراء في طوكيو.
أنشأ المنصب في العصر الحديث في 3 مايو 1947، بعد وقت قصير من إقرار دستور اليابان، ورفع إلى مركز وزاري في عام 1966. كان ياسو فوكودا الذي عمل تحت إدارتي يوشيرو موري وجونيتشيرو كويزومي هو أمين مجلس الوزراء ذو أطول فترة خدمة حيث أمضى في المنصب أكثر من 1289 يوما.
يعتبر مكتب أمين مجلس الوزراء منذ عام 1947، نقطة انطلاق لمنصب رئيس الوزراء. وكان الأمين الأول لمجلس الوزراء الذي أصبح رئيس الوزراء فيما بعد هو إيتشيرو هاتوياما، الذي كان سابقا أمين مجلس الوزراء في عهد غيتشي تاناكا. ومنذ ذلك الحين، أصبح ثمانية آخرين من أمناء مجلس الوزراء رؤساء للوزراء، ومنهم في الآونة الأخيرة شينزو أبي وياسو فوكودا.